# Vierde generatie kernreactoren
Vierde generatie kernreactoren is een begrip waarmee het United States Department of Energy in 2000 tegen 2030 te ontwikkelen kernreactoren aanduidde.
De allereerste commerciële kernreactoren eerste generatie kernreactoren zijn nu uit dienst, de huidige tweede generatie kernreactoren werken nu en derde generatie kernreactoren zijn nu in ontwerp.
Oorspronkelijk stonden meer types op de lijst, maar dit werd vernauwd tot zes types.
Drie ervan zijn thermische reactoren en drie zijn snelle reactoren. De thermische reactoren gebruiken een moderator om neutronen te vertragen tot thermische of trage neutronen, die meer kans maken om in een atoomkern gevangen te worden. De snelle reactoren kunnen werken als kweekreactor en kunnen ook actiniden in nucleair afval transmuteren naar minder en minder gevaarlijk afval.
| Type                           | Neutronenspectrum | Koelmiddel            | Temperatuur (°C) | Brandstofcyclus  | Vermogen (MWe)              | Voorbeelden |
| ------------------------------ | ----------------- | --------------------- | ---------------- | ---------------- | --------------------------- | --- |
| VHTR                           | Thermisch         | Helium                | 900–1000         | Open             | 250–300                     | Japan Atomic Energy Agency (HTTR, Tsinghua-universiteit (HTR-10), X-energy                                                                                                |
| Natriumgekoelde snelle reactor | Snel              | Natrium               | 550              | Gesloten         | 30–150, 300–1500, 1000–2000 | TerraPower (Traveling wave reactor), Toshiba (Toshiba 4S), GE Hitachi Nuclear Energy (PRISM (reactor)), BN-800-reactor, ASTRID (reactor)                                  |
| Superkritischwaterreactor      | Thermisch of snel | Water                 | 510–625          | Open of gesloten | 300–700, 1000–1500          | |
| Gasgekoelde kweekreactor       | Snel              | Helium                | 850              | Gesloten         | 1200                        | |
| Loodgekoelde reactor           | Snel              | Lood evt. plus Bismut | 480–800          | Gesloten         | 20–180, 300–1200, 600–1000  | MYRRHA |
| Gesmoltenzoutreactor           | Snel of thermisch | Fluoridezouten        | 700–800          | Gesloten         | 1000                        | Flibe Energy (Liquid fluoride thorium reactor), Transatomic Power, Thorium Tech Solution (Fuji Molten Salt Reactor), Terrestrial Energy (IMSR), Southern Company Services |

Het Generation IV International Forum werd in 2001 opgericht. De tien actieve leden zijn:
- Canada,
- China sinds 2006,
- Euratom in 2003,
- Frankrijk,
- Japan,
- Rusland sinds 2006,
- de Verenigde Staten
- Zuid-Afrika
- Zuid-Korea
- Zwitserland sinds 2002.

Niet-actieve leden zijn:
- Argentinië,
- Brazilië en
- het Verenigd Koninkrijk.